# Castelfiorentino
Castelfiorentino ist eine italienische Gemeinde mit 17.262 Einwohnern (Stand 31. Dezember 2023) in der Toskana und gehört zur Metropolitanstadt Florenz.

## Geografie
Castelfiorentino liegt ungefähr 30 km südwestlich der Stadt Florenz an der Via Francigena und an dem Fluss Elsa, der 11 km im Gemeindegebiet verbringt. Weitere wichtige Gewässer sind die Torrenti Ormicello (6 von 9 km im Gemeindegebiet) und Pesciola (5 von 9 km im Gemeindegebiet). Die Gemeinde liegt in der klimatischen Einordnung italienischer Gemeinden in der Zone D, 1 692 GG.
Zu den Ortsteilen gehören Cambiano (47 m, ca. 560 Einwohner), Castelnuovo d’Elsa (122 m, ca. 500 Einwohner), Coiano, Dogana (44 m, ca. 460 Einwohner), Fontanella (39 m, ca. 150 Einwohner, gehört zum Teil auch zu Empoli-Sant’Andrea) und Petrazzi (57 m, ca. 300 Einwohner).
Die Nachbargemeinden sind Certaldo, Empoli, Gambassi Terme, Montaione, Montespertoli und San Miniato (PI).

## Geschichte
Die Römer nannten diesen Ort Timignano. Der Ort gehörte zunächst der Familie der Cadolingi und dann den Grafen Alberti. Die Grafen Alberti verkauften den Ort 1149 an Florenz, das den neuen Ortsnamen Castelfiorentino einführte, blieben aber die Machthabenden im Ort (1164 von Friedrich I. bestätigt und 1210 von Otto IV.). Der erste dokumentierte Podestà war Forese di Buonaccorso Adimari, er wurde im Jahr 1252 erwähnt und wurde von Florenz aus gesandt. Nach der Schlacht von Montaperti am 4. September 1260 und der damit verbundenen Niederlage von Florenz gegen Siena fanden hier die Friedensverhandlungen und die Unterzeichnung des Friedensvertrages statt.

## Sehenswürdigkeiten

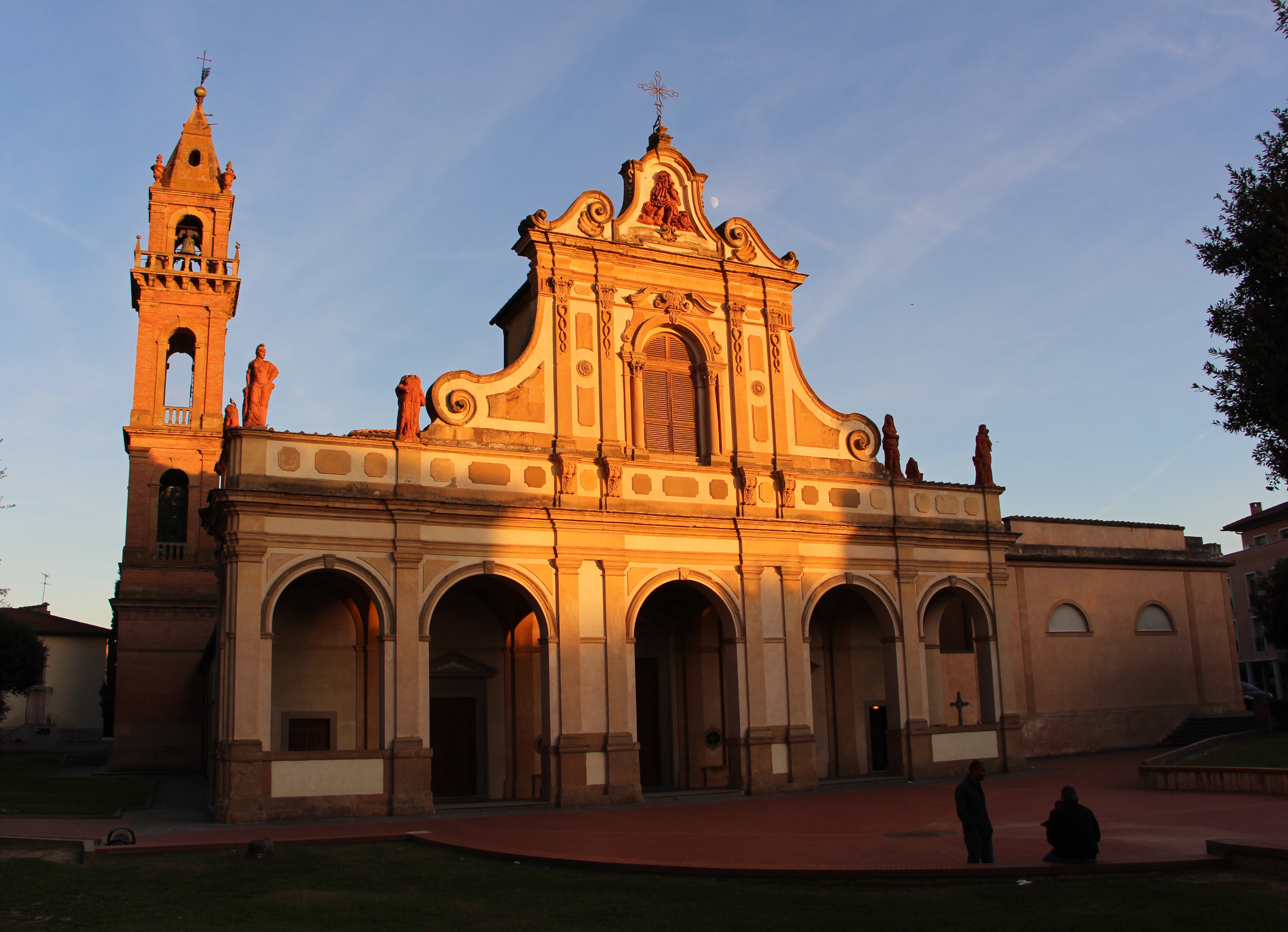
Das Santuario di Santa Verdiana

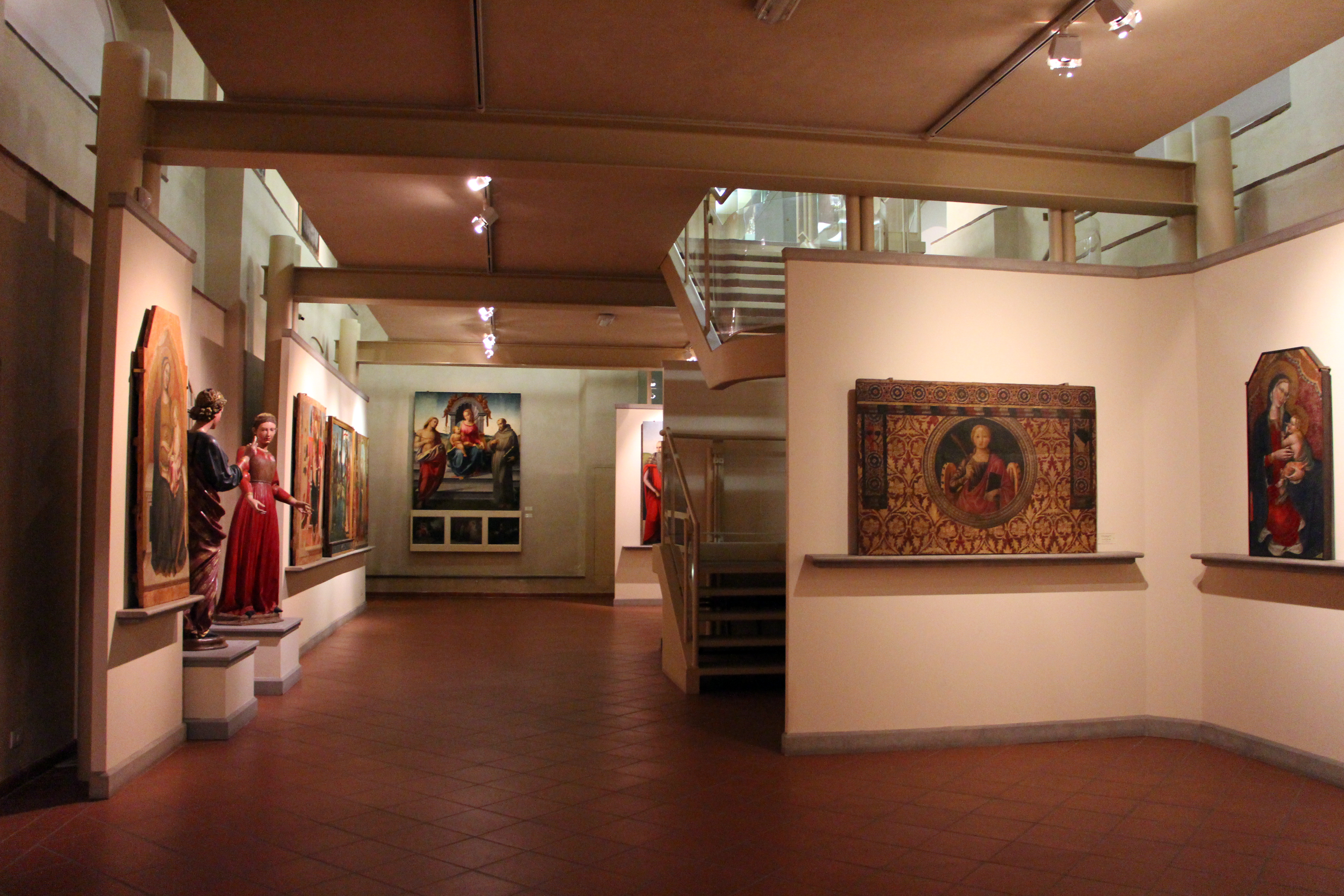
Museo di Santa Verdiana

- Collegiata dei Santi Lorenzo e Leonardo, Kirche im Ortskern nahe dem Rathaus, stammt aus dem 13. bis 14. Jahrhundert.
- Pieve dei Santi Ippolito e Biagio, Pieve am höchsten Punkt des Ortskerns, wurde 1195 über der älteren Kirche San Biagio errichtet (vor dem 10. Jahrhundert entstanden). Eine der beiden Glocken des Campanile entstand im Jahre 1253.[7]
- Santuario di Santa Verdiana. Entstand über dem Oratorio di Sant’Antonio, wo die heilige Verdiana lebte. Die heutige Fassade entstand durch Bernardo Fallani im späten 18. Jahrhundert. Enthält zudem das Museum Museo di Santa Verdiana.[9]
- Chiesa di San Francesco, Kirche aus dem frühen 14. Jahrhundert. Enthält Werke von Cenni di Francesco di ser Cenni und Giovanni del Biondo (Stimmate, Morte di San Francesco, Martirio di San Paolo und Martirio di San Pietro, Freskenzirkel).[9]
- Pieve di Sant’Ippolito a Elsa, Pieve, ca. 1 km östlich des Ortskerns gelegen.
- Chiesa di San Pietro a Pisangoli, Kirche kurz außerhalb und oberhalb des Ortskerns gelegen.
- BEGO-Museo Benozzo Gozzoli, Benozzo Gozzoli gewidmetes Museum.[10]
- Das Teatro del Popolo (Volkstheater) an der Piazza Gramsci wurde im 19. Jahrhundert erbaut.
- Im Ortsteil Castelnuovo d’Elsa steht das Oratorio dei Santi Lorenzo e Barbara.

## Verkehr
- Die nächstgelegenen Anschlussstellen an den Fernverkehr liegen an der Strada di grande comunicazione Firenze-Pisa-Livorno. Die Anschlussstellen Empoli und Empoli ovest liegen ca. 15 km nördlich von Castelfiorentino.
- Der Ort hat einen Haltepunkt an der Bahnstrecke Empoli-Siena. Florenz lässt sich über Empoli auch direkt anfahren.

## Söhne und Töchter der Gemeinde
- Attavante degli Attavanti (1452–um 1525), Maler
- Michelangelo Tilli (1655–1740), Arzt und Botaniker
- Angiolo Profeti (1918–1981), Kugelstoßer und Diskuswerfer
- Giuseppe Ferrara (1932–2016), Filmkritiker, Dokumentarfilmer und Filmregisseur
- Lamberto Tassinari (* 1945), Autor